# Andrejs Prohorenkovs
Andrejs Prohorenkovs est un footballeur letton né le 5 février 1977 à Ogre et mort le 1er mai 2025. Il évoluait aux postes d'attaquant et milieu de terrain.

## Biographie

### En sélection
Andrejs Prohorenkovs dispute 32 rencontres et marque 4 buts avec la Lettonie depuis 2002.

## Carrière
- Interskonto Riga (1994)
- Olimpija Liepaja (1995)
- FK Jurnieks (1996)
- Hutnik Varsovie (1996-1998)
- Ceramika Paradyz (1998-1999)
- Odra Opole (1999-2001)
- Górnik Zabrze (2000-2001)
- Maccabi Kiryat Gat (2001-2002)
- Maccabi Tel-Aviv (2002-2004)
- Dynamo Moscou (2004)
- Maccabi Tel-Aviv (2004-2005)
- Dynamo Moscou (2005)
- FK Jurmala (2006)
- Racing de Ferrol (2006-2007)
- Ionikos Le Pirée (2007-)